# Digama strabonis
Digama strabonis är en fjärilsart som beskrevs av George Francis Hampson 1910. Digama strabonis ingår i släktet Digama och familjen björnspinnare. Inga underarter finns listade i Catalogue of Life.